# Xã Saltlick, Quận Fayette, Pennsylvania
Xã Saltlick (tiếng Anh: Saltlick Township) là một xã thuộc quận Fayette, tiểu bang Pennsylvania, Hoa Kỳ. Năm 2010, dân số của xã này là 3.461 người.